# Línea 174 (EMT Madrid)
La línea 174 de la EMT de Madrid une la Plaza de Castilla con Valdebebas.

## Características

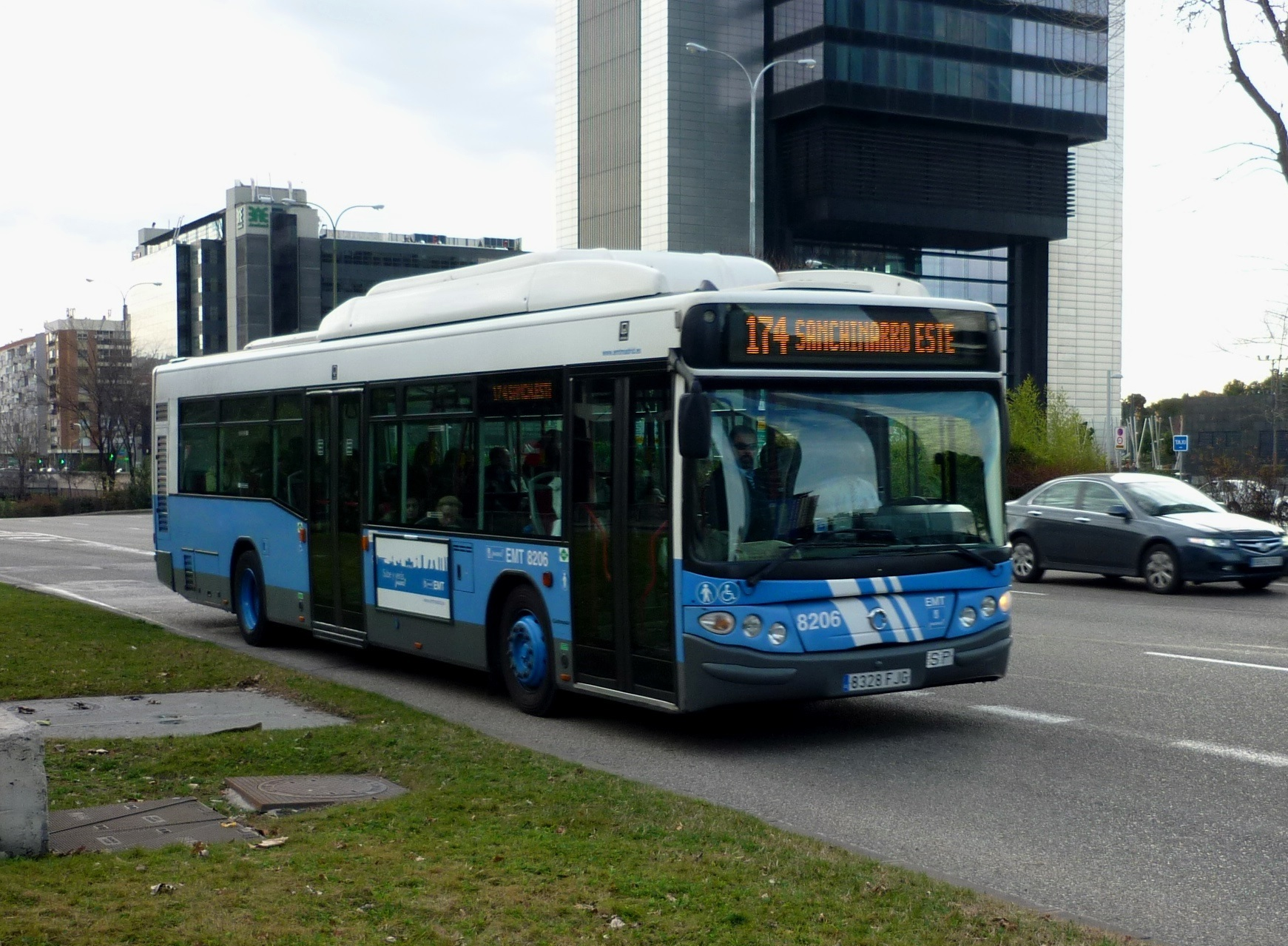
Autobús de la línea en 2014

La línea 174 existe como tal desde abril de 2004. Anteriormente su denominación era la 229 (129/ roja hasta el año 2000), una variante de la línea 129 que discurría entre la Plaza de Castilla y la Colonia Virgen del Cortijo. En octubre de 2003 se amplió hasta Sanchinarro Este (Av. Niceto Alcalá Zamora con Av. Francisco Pi y Margall), y el 24 de octubre de 2016 hizo lo propio hacia Valdebebas.
Esta línea comunica Valdebebas (donde comparte gran parte de su recorrido con la línea 171) con Sanchinarro (cubriendo algunas zonas a las que la línea 173 no llega) y con la Plaza de Castilla. 

### Frecuencias
| Lunes a viernes laborables |               |
| De 6:00 a 7:00             | 10-15 minutos |
| De 7:00 a 20:00            | 7-13 minutos  |
| De 20:00 a 23:00           | 10-20 minutos |
| Sábados laborables         |               |
| De 6:00 a 11:00            | 22-35 minutos |
| De 11:00 a 23:00           | 20-26 minutos |
| Domingos y festivos        |               |
| De 7:00 a 10:00            | 27-33 minutos |
| De 10:00 a 23:00           | 26-30 minutos |

## Recorrido y paradas

### Sentido Valdebebas
La línea inicia su recorrido en la dársena 43 del intercambiador de la Plaza de Castilla, desde donde continúa hacia el norte por el paseo de la Castellana, al final del cual toma la M-30 en dirección este para, poco después, tomar la autovía del Norte hasta tomar la salida de la avenida de Manoteras. Recorre esta avenida hasta el cruce con la calle de Oña, por la que avanza hasta el final, donde se incorpora a la avenida de Francisco Pi y Margall, continuando a su fin de frente por la avenida de las Fuerzas Armadas. En la glorieta de Antonio Perpiñá, toma la avenida de Juan Antonio Samaranch, que recorre casi entera hasta girar a la derecha por la calle de Manuel Gutiérrez Mellado. En el cruce con la calle de Félix Candela, gira a la derecha para incorporarse a ésta, girando después a la izquierda para circular por la calle de César Cort Botí, girando más tarde a la derecha por la calle de Leandro Silva, donde establece su cabecera.
| Código | Parada                                       | Común con                                       | Conexiones con Metro y Cercanías | Otros |
| ------ | -------------------------------------------- | ----------------------------------------------- | -------------------------------- | ----- |
| 5612   | PLAZA CASTILLA (intercambiador - dársena 43) | 173                                             | Plaza de Castilla                |       |
| 1487   | Castellana-José Vasconcelos                  | 66 67 124 134 135 147 173 175 176 178 179 SE704 |                                  |       |
| 1488   | Castellana-Marqués Torrelaguna               | 66 173 175 176 178 SE704                        |                                  |       |
| 2653   | Cuatro Torres                                | 66 173 175 176 178 SE704                        |                                  |       |
| 3252   | Castellana-Hospital La Paz                   | 173 175 176 178                                 | Begoña                           |       |
| 3253   | Castellana-Nudo Norte                        | 173 176                                         |                                  |       |
| 3267   | Avenida de Burgos-Avenida de Manoteras       |                                                 |                                  |       |
| 3254   | Avenida de Manoteras-Oña                     |                                                 |                                  |       |
| 3256   | Oña-Hospital                                 |                                                 |                                  |       |
| 3258   | Oña-Infanta María                            |                                                 |                                  |       |
| 3260   | Oña-Centro Deportivo                         |                                                 |                                  |       |
| 5395   | Pi y Margall-Blasco Ibáñez                   | 158                                             |                                  |       |
| 5921   | Francisco Pi y Margall-Alcalde Moreno Torres | 172 BR1                                         |                                  |       |
| 5397   | Pi y Margall-Príncipe Carlos                 | 170 172 BR1                                     |                                  |       |
| 5399   | Pi y Margall-Alcalá Zamora                   | 170 172 BR1                                     |                                  |       |
| 4366   | Fuerzas Armadas-Pi y Margall                 | BR1                                             |                                  |       |
| 5919   | Fuerzas Armadas-Parque Valdebebas            | BR1                                             |                                  |       |
| 5917   | Fuerzas Armadas-Maragatería                  | BR1                                             |                                  |       |
| 5915   | Fuerzas Armadas-Maestra Dolores Marco        | BR1                                             |                                  |       |
| 5899   | Fuerzas Armadas-Francisco Umbral             | 171 BR1                                         |                                  |       |
| 5911   | Valdebebas Cercanías                         | 171                                             | Valdebebas                       |       |
| 3664   | Samaranch-Fernando Higueras                  | 171                                             |                                  |       |
| 5892   | Samaranch-Pérez Pita                         | 171                                             |                                  |       |
| 4033   | Samaranch-Fernández Ordóñez                  | 171                                             |                                  |       |
| 5894   | Samaranch-Josefina Aldecoa                   | 171                                             |                                  |       |
| 4266   | Samaranch-Fina de Calderón                   | 171                                             |                                  |       |
| 4268   | Gutiérrez Mellado-Secundino Zuazo            | 171                                             |                                  |       |
| 3544   | Félix Candela-Gutiérrez Mellado              | 171                                             |                                  |       |
| 5887   | Félix Candela                                | 171                                             |                                  |       |
| 51023  | César Cort Botí-Leandro Silva                | 171                                             |                                  |       |
| 51022  | VALDEBEBAS (C/ Leandro Silva)                | 171                                             |                                  |       |

### Sentido Plaza de Castilla
El recorrido de vuelta es igual al de ida entre su cabecera en Valdebebas y la plaza del Alcalde Moreno Torres, exceptuando al inicio de su recorrido, donde circula por la avenida de Manuel Fraga Iribarne en lugar de por la calle de César Cort Botí.
A partir de la avenida de Francisco Pi y Margall, el recorrido de vuelta es completamente diferente, circulando brevemente por la avenida del Ingeniero Emilio Herrera y girar a la derecha para recorrer entera la avenida de Manoteras. Al final de la misma, se incorpora a la vía de servicio de la autovía del Norte, que recorre hasta la rotonda que da acceso a la avenida de Francisco Pi y Margall, donde realiza un cambio de sentido para incorporarse a la avenida de Burgos en dirección sur. Abandona brevemente esta avenida, debido al tramo de sentido único de ésta en dirección norte, para circular por la calle del Bambú y la avenida de Pío XII, volviendo a incorporarse a la avenida de Burgos, al final de la cual llega a la plaza del Duque de Pastrana. Circula por la calle de Dolores Sánchez Carrascosa, girando a la derecha para incorporarse a la calle de Mateo Inurria, que recorre entera hasta llegar a la plaza de Castilla, donde establece cabecera en la dársena 43.
| Código | Parada                                       | Común con         | Conexiones con Metro y Cercanías | Otros |
| ------ | -------------------------------------------- | ----------------- | -------------------------------- | ----- |
| 51022  | VALDEBEBAS (C/ Leandro Silva)                | 171               |                                  |       |
| 4397   | Félix Candela                                | 171               |                                  |       |
| 3545   | Félix Candela-Gutiérrez Mellado              | 171               |                                  |       |
| 4269   | Gutiérrez Mellado-Samaranch                  | 171               |                                  |       |
| 4267   | Samaranch-Fina de Calderón                   | 171               |                                  |       |
| 5895   | Samaranch-Josefina Aldecoa                   | 171               |                                  |       |
| 4034   | Samaranch-Fernández Ordóñez                  | 171               |                                  |       |
| 5893   | Samaranch-Pérez Pita                         | 171               |                                  |       |
| 3665   | Samaranch-Fernando Higueras                  | 171               |                                  |       |
| 5912   | Valdebebas Cercanías                         | 171               | Valdebebas                       |       |
| 5916   | Fuerzas Armadas-Francisco Umbral             | 171 BR1           |                                  |       |
| 5918   | Fuerzas Armadas-Maestra Dolores Marco        | BR1               |                                  |       |
| 5920   | Fuerzas Armadas-Maragatería                  | BR1               |                                  |       |
| 5922   | Fuerzas Armadas-Parque Valdebebas            | BR1               |                                  |       |
| 3894   | Fuerzas Armadas-Pi y Margall                 | BR1               |                                  |       |
| 5400   | Pi y Margall-Alcalá Zamora                   | 172 BR1           |                                  |       |
| 5255   | Pi y Margall-Príncipe Carlos                 | 172 BR1           |                                  |       |
| 5402   | Alcalde Moreno Torres                        | 172 BR1           |                                  |       |
| 5403   | Ingeniero Herrera-Moreno Torres              | 158               |                                  |       |
| 5404   | Metro Virgen del Cortijo                     | 150               | Virgen del Cortijo               |       |
| 5405   | Avenida de Manoteras-Fuente de la Mora       | 150               |                                  |       |
| 5657   | Virgen del Cortijo                           |                   |                                  |       |
| 5408   | Avenida de Manoteras                         |                   |                                  |       |
| 5409   | Avenida de Manoteras-Oña                     |                   |                                  |       |
| 3268   | Avenida de Burgos-Avenida de Manoteras       |                   |                                  |       |
| 3261   | Avenida de Burgos-Pi y Margall               | 173 176           |                                  |       |
| 3602   | Avenida de Burgos 93                         | 173 176 SE833     |                                  |       |
| 3264   | Avenida de Burgos 89                         | 173 176 SE833     |                                  |       |
| 3265   | Avenida de Burgos-Avenida de Manoteras       | 173 176 SE833     |                                  |       |
| 5061   | Nudo de Manoteras                            | SE833 171         |                                  |       |
| 3266   | San Luis-Avenida de Burgos                   | SE833 171         |                                  |       |
| 125    | Avenida de Burgos                            | 129 150           |                                  |       |
| 124    | Bambú-Yuca                                   | 129 150 SE833 171 | Bambú                            |       |
| 123    | Bambú                                        | 129 150 171       |                                  |       |
| 3251   | Buganvilla                                   | 129               |                                  |       |
| 2151   | Marqués de Torroja                           | 14 129            |                                  |       |
| 2149   | Duque de Pastrana                            | 14 129 SE833      | Duque de Pastrana                |       |
| 206    | Avenida del Recuerdo                         | 70 107 129        |                                  |       |
| 204    | Mateo Inurria                                | 70 107 129        |                                  |       |
| 31     | Plaza Castilla                               | 5 66 70 107 129   |                                  |       |
| 5612   | PLAZA CASTILLA (intercambiador - dársena 43) | 173               | Plaza de Castilla                |       |